# Герб Лагоа (Азори)
Ге́рб Лаго́а — офіційний символ містечка Лагоа (Азори), Португалія. Використовується як територіальний герб. У срібному щиті червоний кульовий хрест. У главі щита чорний яструб, що летить і тримає в лапах португальський щиток. Щит увінчує срібна мурована містечкова корона з чотирма вежами.  Під щитом біла стрічка, на якій великими літерами напис португальською: «Lagoa» (Лагоа).  Офіційно затверджений 15 серпня 1951 року.  

## Галерея

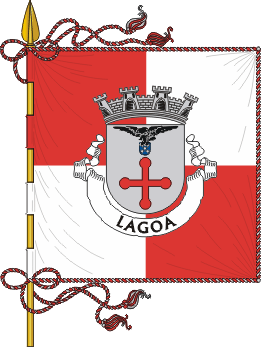
Прапор